# Mapi Galán
 (septembre 2023).
Le contenu est difficilement compréhensible vu les erreurs de traduction, qui sont peut-être dues à l'utilisation d'un logiciel de traduction automatique.
Mapi Galán, née à Ponferrada le 13 août 1962, est une actrice espagnole.

## Biographie
Mapi, septième fille de sa fratrie ressent très tôt un attrait pour le théâtre. Elle fait des études d'art à  l'Escuela de Arte de Oviedo (es). 
Après 1984 elle vient vivre à Madrid, se lance dans le mannequinat, puis au cinéma. Elle chante aussi pour un groupe funky, Suybalen y Terlenka, et part un temps vivre à Londres.
Le rôle de protagoniste qu'elle obtient dans le film  Scalps l'incite à se consacrer davantage à son métier d'actrice. Elle continue cependant le mannequinat pendant 6 mois au Japon en 1987.
En 1988 elle quitte Rome pour Paris où elle reste sept ans, participant à diverses productions européennes et américaines qui la font voyager dans toute l'Europe. En 1995 elle participe à un tournage de deux mois au Cambodge, et sur le chemin du retour s'arrête longtemps en Inde. De retour en Europe, elle s'installe à Madrid et participe alors à des séries télévisées telles que Médico de familia (es), Ada Madrina (es) ou Cuéntame cómo pasó.
En 2013 elle lance un centre de yoga, Depura Ibiza avec Rafael Bravo.

## Filmographie

### Séries télévisées
- 1989 : Valentina (Italia 1), épisode 1.08 L'altra : Marianna
- 1990 : La mujer de tu vida (es) (La 1), épisode 1.03 La mujer oriental : Natalie
- 1990 : Le Voyageur (The Hitchhiker) (USA Network) épisode 6.12 White Slaves : Adrienne
- 1991 : Navarro (TF1) épisode 3.04 Le bal des gringos : Clelia
- 1992 : Force de frappe (Counterstrike), épisode 3.04 Bastille Day Terror : Jessica
- 1993 : Highlander (TF1, M6, Italia 1, Canale 5 et RTL Television), épisode 1.15 Le Poison redoutable (For Tomorrow We Die) : Renée de Tassigny
- 1993 : Les Grandes Marées (TF1), épisode 1.08 : Antonia
- 1994 : El día que me quieras (La 2), épisode 1.07 Las espadas en alto : Elena
- 1999 : Médico de familia (es) (Telecinco), 13 épisodes, de 9.01 UVI 12 à 9.13 Hasta siempre : Nuria Cañadas
- 1999-2000 : Ada Madrina (Antena 3), 10 épisodes, de 1.01 Ha llegado un hada à  1.10 ¿Quién escribió Otelo? : Gloria
- 2000 : ¡Qué grande es el teatro! (La 2), épisode La estrella
- 2000 : La ley y la vida (La 1), 13 épisodes, de 1.01 Rivales y colegas à  1.13 Terribles secretos : Sonia
- 2006-2007 : Cuéntame cómo pasó, 11 épisodes : Bárbara Gómez de Araujo

### Téléfilms
- 1989 : Marco e Laura dieci anni fa (RAI), téléfilm de Carlo Tuzii : Laura
- 1990 : Le Compagnon de voyage (Vandronik), téléfilm de Ludvík Ráža : sorcière
- 1991 : Mörderische Entscheidung (de), téléfilm d'Oliver Hirschbiegel : Christine
- 1991 : Un drôle de contrat ou Les Époux ripoux, téléfilm de Carol Wiseman : Maria
- 1994 : Gefährliche Spiele d'Adolf Winkelmann : Claret
- 1995 : Les femmes et les enfants d'abord, téléfilm de Sandra Joxe : Maria
- 1995 : Femme de passions, téléfilm de Bob Swaim : Victoria
- 1999 : La familia... 30 años después, téléfilm de Pedro Masó
- 2006 : Il padre delle spose, téléfilm de Lodovico Gasparini : Rosario

### Cinéma
- 1986 : Capullito de alhelí (es) de Mariano Ozores : Raquel
- 1987 : Cara de acelga de José Sacristán : infirmière
- 1987 : Scalps de Bruno Mattei : Yarin
- 1987 : Palla al centro de Federico Moccia
- 1987 : Le Tueur de la pleine lune (Un delitto poco comune) de Ruggero Deodato : Susanna
- 1988 : Catacombs, les couloirs de l'enfer de David Schmoeller : Antonia
- 1988 : Lluvia de otoño de José Ángel Rebolledo
- 1990 : Le Trésor des îles Chiennes de F. J. Ossang : Ada Della Cistereia
- 1993 : Maldita suerte, court-métrage de José María Borrell
- 1994 : El detective y la muerte de Gonzalo Suárez : Laura
- 1995 : Ainsi soient-elles de Patrick Alessandrin et Lisa Azuelos : Carmen
- 1995 : La Cité des enfants perdus de Jean-Pierre Jeunet et Marc Caro : Lune
- 1996 : Enfants de salaud de Tonie Marshall : une femme à l'aéroport
- 1996 : Policía corrupto de Carlos Galettini : Romina
- 1996 : La Langue tueuse (es) (La lengua asesina) d'Alberto Sciamma : Rita
- 1997 : Elles de Luís Galvão Teles : Raquel
- 1997 : Gaston's War de Robbe De Hert : Véronique
- 1998 : Agujetas en el alma de Fernando Merinero : Mapi
- 1999 : Shacky Carmine de Chema de la Peña : Toni Mad
- 1999 : París Tombuctú de Luis García Berlanga : épouse de Michel des Assantes
- 2000 : Papá es un ídolo de Juan José Jusid : Ángela
- 2001 : Diminutos del calvario, court-métrage de Juan Antonio Bayona, Chiqui Carabante et Rodrigo Cortés, segment ¿Sabes que día es hoy? : femme
- 2001 : Bellas durmientes d'Eloy Lozano : Emma
- 2001 : La noche de mi mal, court-métrage de Miguel G. Bergareche
- 2002 : Looking for Chencho, court-métrage de Kepa Sojo
- 2002 : Ángel, court-métrage de Denis Rovira van Boekholt : Judith et Ángel
- 2005 : Soldier of God de W. D. Hogan : Soheila
- 2008 : Savage Grace de Tom Kalin : Simone Lippe
- 2008 : Se ven de court-métrage d'elle-même
- 2015 : Sonata per a violoncel d'Anna Maria Bofarull : Laura